# Jef Reynders
Joseph (Jef) Reynders (Antwerpen, 16 december 1929 – aldaar, 12 april 2024) was een Belgische zwemmer en waterpoloër. Zijn favoriete slag was vrije slag. Hij nam zowel als zwemmer als als waterpoloër deel aan de Olympische Spelen, maar kon daarbij nooit de finale halen. Hij behaalde negen Belgische titels in het zwemmen.

## Loopbaan
Reynders nam in 1948 deel aan de Olympische Spelen van Londen. Op de 1500 m vrije slag werd hij uitgeschakeld in de reeksen.
In 1952 nam hij deel aan de  Olympische Spelen van Helsinki. Hij werd met de Belgische ploeg zesde in het waterpolo.
Reynders is ook actief als kunstschilder.
Reynders overleed op 12 april 2024 op 94-jarige leeftijd.

## Internationale prestaties

### 1500 m vrije slag
- 1947: 6e EK - 20.47,2
- 1948: 4e in reeks OS - 21.23,1

### waterpolo
- 1952: 6e OS

## Belgische kampioenschappen
Langebaan
| Onderdeel         | Jaar             |
| ----------------- | ---------------- |
| 200 m vrije slag  | 1947, 1948, 1949 |
| 400 m vrije slag  | 1947, 1948, 1949 |
| 1500 m vrije slag | 1948, 1949, 1951 |